# Characiaceae
Characiaceae, porodica zelenih algi iz reda Sphaeropleales. Sastoji se od sedamdesetak vrsta (73). Ime je dobila po rodu Characium.

## Rodovi
1. Acrochasma Korshikov 1
2. Actidesmium Reinsch 2
3. Bicuspidellopsis Korshikov 1
4. Characiella Schmidle 1
5. Characiellopsis M.O.P.Iyengar 2
6. Characium A. Braun 52
7. Craniocystis Korshikov 1
8. Deuterocharacium Petrý 2
9. Korshikoviella P.C.Silva 5
10. Lambertia Korshikov 1
11. Lanceola F.Hindák 1
12. Marthea Pascher 1
13. Pseudoschroederia Hegewald & Schnepf 3